# Contea di Halifax (Carolina del Nord)
La contea di Halifax in inglese Halifax County è una contea dello Stato della Carolina del Nord, negli Stati Uniti. La popolazione al censimento del 2000 era di 57 370 abitanti. Il capoluogo di contea è Halifax.

## Storia
La contea di Halifax fu costituita nel 1758.